# Alice Caymmi
Alice Malaguti Caymmi, mais conhecida como Alice Caymmi (Rio de Janeiro, 17 de março de 1990), é uma cantora e compositora brasileira. Ela é neta de Dorival Caymmi, filha de Danilo e Simone Caymmi e sobrinha de Nana e Dori Caymmi.

## Carreira
Aos 12 anos, Alice gravou sua primeira música, "Seus Olhos", escrita pela irmã Juliana e incluída no álbum Desejo, da tia Nana Caymmi. Antes de decidir pela carreira musical, cursou um ano de direito. Depois, estudou artes cênicas na Pontifícia Universidade Católica do Rio de Janeiro. Em 2007, participou da cerimônia de encerramento dos Jogos Pan-Americanos ao lado do pai, Danilo.
Profissionalmente, assinou com a Sony Music em 2012 e lançou seu primeiro álbum de estúdio, autointitulado, que deu origem a várias apresentações e projetos. O álbum é em maior parte constituído por composições da própria artista, solo ou em parceria, exceto pelas regravações de Dorival Caymmi e Björk.
Seu segundo álbum de estúdio, Rainha dos Raios (2014), é baseado em regravações e contém apenas duas músicas autorais, uma delas em parceria com Michael Sullivan. Em 2015, sua canção "Como Vês" figurou na trilha sonora da minissérie Felizes para Sempre?, exibida pela Rede Globo. Em outubro de 2015, Alice começou a trabalhar na produção de seu primeiro DVD ao vivo, dirigido por Paulo Borges.
Em dezembro de 2017, lançou o primeiro single de seu terceiro álbum, Alice, que saiu em 19 de janeiro de 2018. A faixa se chama "Inocente", foi escrita em parceria com Ana Carolina e ganhou um clipe dirigido por Allexia Galvão.
A faixa "Eu Te Avisei", em parceria com Pabllo Vittar, foi lançada como single em janeiro de 2018.
Em 27 de maio de 2019, Alice lançou seu quarto álbum, Electra, em que ela canta todas as faixas acompanhada apenas de um piano. Em dezembro do mesmo ano, Alice lançou um clipe dirigiro por Pedro Freire para uma versão da faixa "Areia Fina", de Electra, remixada por Maffalda. Na ocasião, ela também anunciou que lançaria no primeiro semestre do ano seguinte uma sequência para o disco, denominada Elétrika, contendo músicas novas feitas em parceria com Rodrigo Gorky e com sonoridade pop.
Em janeiro de 2020, ela lançou o primeiro single do álbum, "A Noite Inteira", uma parceria com Àttooxxá escrita por ela, Rafa Dias e Wallace "Chibatinha" Carvalho dos Santos e produzida por Rodrigo Gorky, Maffalda e Zebu, da Brabo Music.
Em fevereiro de 2020, a cantora lançou a música "Elétrika", em parceria com as Baianas Ozadas, que fez parte de uma campanha educativa da Cemig para alertar a população sobre os cuidados a serem tomados para evitar choques elétricos durante o carnaval em Belo Horizonte.
Em outubro de 2021, lançou seu quinto álbum de fato, Imaculada, com repertório quase totalmente autoral.

## Vida pessoal
Questionada sobre sua religião, Alice afirmou:
| “ | Formalmente, nunca acompanhei nenhuma religião. [...] Eu tenho medo de falar que sou religiosa, porque pressupõe doutrina. O negócio é o seguinte: eu sou mística à beça, mas não sou nenhuma hippie que conhece mapa astral. Tenho apreço e admiração pelos arquétipos comportamentais, assim como tenho pelos deuses gregos e tal. | ” |

Alice identifica-se como bissexual e é casada desde 2017 com o também músico Filipe Castro.

## Discografia
Álbuns de estúdio
- Alice Caymmi (2012)
- Rainha dos Raios (2014)
- Alice (2018)
- Electra (2019)
- Imaculada (2021)
- Rainha dos Raios (Deluxe) (2024)

Álbuns ao vivo
- Rainha dos Raios (ao Vivo) (2015)